# 奥村嘉蔵

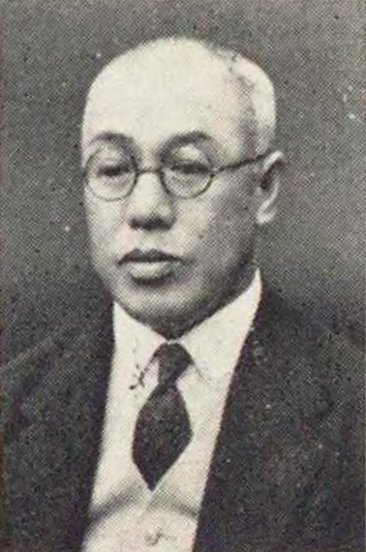
11代 奥村嘉蔵

11代 奥村 嘉蔵（おくむら かぞう、1885年（明治18年）12月26日- 1967年（昭和42年）1月20日）は、日本の実業家、政治家。藍商・奥村嘉蔵家11代当主、貴族院多額納税者議員。旧名・馨。

## 経歴
徳島県板野郡奥野村（現藍住町奥野）で、10代奥村嘉蔵の長男として生まれる。1895年に父が、1896年11月に祖父・9代嘉三が死去したため、同年12月に家督を相続し11代嘉三を襲名し、家業については叔父・国太郎が後見人となった。1902年、徳島県立徳島中学校（現徳島県立城南高等学校）を卒業した。一年志願兵として入隊し、1905年、見習士官として日露戦争で旅順に出征。歩兵少尉に任じられ小隊長として戦傷を受け、善通寺に帰還し回復後に除隊した。
家業の藍商、肥料商を営み、東京支店で事業を行った。その後、政界に目を向け、藍園村会議員を経て、徳島県会議員を3期務め、1941年、貴族院多額納税者議員補欠選挙で当選し、同年2月17日に就任し、研究会に所属して1947年5月2日の貴族院廃止まで1期在任した。
その他、阿波国共同汽船取締役社長、阿波製紙取締役、日本赤十字社徳島県支部長などを務めた。